# Лобуче
Лобуче (англ. Lobuche, также пишется Lobuje) — гора в Гималаях высотой 6119 м над уровнем моря. Находится в Непале, в районе Солукхумбу провинции Коши, на территории национального парка «Сагарматха», недалеко от ледника Кхумбу. Ближайшее поселение — одноимённая деревня Лобуче.
У горы два основных пика: Лобуче Западная (6145 м) и Лобуче Восточная (6119 м). Между двумя пиками находится длинный заснеженный хребет. Лобуче Западная рассматривается как «экспедиционная вершина», тогда как Лобуче Восточная — как «трекинговая» (категория сложности маршрута по юго-восточому хребту — PD+).
Первое восхождение на главную вершину Лобуче было совершено в 1955 году через Южное плечо. Первое зарегистрированное восхождение на Лобуче Восточную осуществили Лоуренс Нильсон и шерпа Анг Гялдзен (Ang Gyalzen Sherpa) 25 апреля 1984 года.
С вершины Лобуче Восточная хорошо просматриваются Амадаблам, Нупцзе (за которой частично виден Эверест), Макалу, Чо-Ойю, Пумори, Чолатзе. Также виден Южный базовый лагерь Эвереста, до которого примерно 14 км хода. 

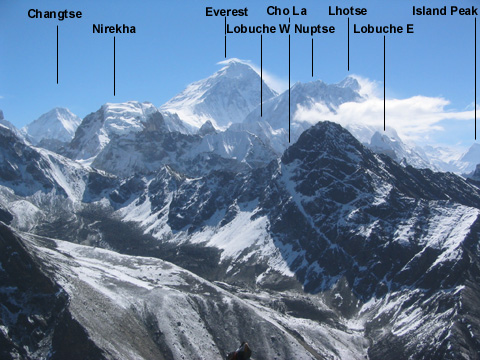
Горные вершины вокруг Эвереста с непальской стороны

Так как ходить туда-сюда через ледопад Кхумбу сложно и очень опасно, в настоящее время команды, собирающиеся подняться на Эверест, часто ради акклиматизации предварительно поднимаются на Лобуче Восточную(6100 м — высота первого лагеря Эвереста). Базовый лагерь разбивают на высоте примерно 5400 м, подъём занимает несколько часов. При этом восходители доходят лишь до ложной вершины Лобуче Восточная, так как чтобы подняться собственно на Лобуче необходимо преодолеть длинный и сложный заснеженный участок — команды предпочитают не идти на риск ради столь незначительной для акклиматизации организма разницы в высоте (26 м).  
Лобуче Восточная технически простая вершина, поэтому на ней также обучают новичков. Маршруты по северному и западному хребту, а также траверс между вершинами — существенно сложнее и требуют большого опыта от восходителей. Северный маршрут начинается со стороны деревни Чукхунг (4730 м), западный — от перевала Конгма-Ла (5540 м), расположенного над деревней Дингбоче.     
Для пребывания на территории Лобуче требуются разрешения муниципалитета Кхумбу-Пасанглхаму и национального парка, для восхождения необходимо иметь разрешение Непальской ассоциации альпинистов (его цена меняется в зависимости от сезона).